# Relax (песня Мари Краймбрери)
«Relax» (Рела́кс) — песня российской певицы Мари Краймбрери, выпущенная 22 апреля 2022 года в качестве сингла на лейбле Velvet Music. Композиция посвящена выживанию в «не прекрасном» и «не смеющемся» мире. Автором музыки и слов является сама исполнительница, а аранжировкой занялись Alex Davia и Андрей Генчев.

## Муд-видео
Режиссёром муд-видео выступил клипмейкер Serghey Grey, оператором — Денис Панов. Видео снято на фоне серых урбанистических пейзажей с рекой и железнодорожным мостом. Мари Краймбрери прогуливается по набережной, нервно танцует и поёт строчки песни во время фотосессии, а позже привязывает синюю надувную звезду к перилам.

## Отзывы критиков
| Оценки критиков       | Оценки критиков       |
| Источник              | Оценка                |
| Русскоязычные издания | Русскоязычные издания |
| --------------------- | --------------------- |
| InterMedia            | 7/10                  |

Алексей Мажаев, рецензент информационного агентства InterMedia, критикуя сингл и муд-видео «Relax» отметил, что припев напоминает мелодию хита «Океан»; только настроение в «Relax» Мари Краймбрери демонстрирует более меланхоличное. Оценил работу на 7 из 10.

## Список композиций
| №  | Название | Автор(ы)     | Длительность |
| -- | -------- | ------------ | ------------ |
| 1. | «Relax»  | Марина Жадан | 4:04         |

## История релиза
| Регион | Дата           | Формат                      | Версия  | Лейбл        |
| ------ | -------------- | --------------------------- | ------- | ------------ |
| Россия | 22 апреля 2022 | Цифровая загрузка, стриминг | «Relax» | Velvet Music |
| Мир    | 23 апреля 2022 | Цифровая загрузка, стриминг | «Relax» | Velvet Music |